# Hypoxylaceae

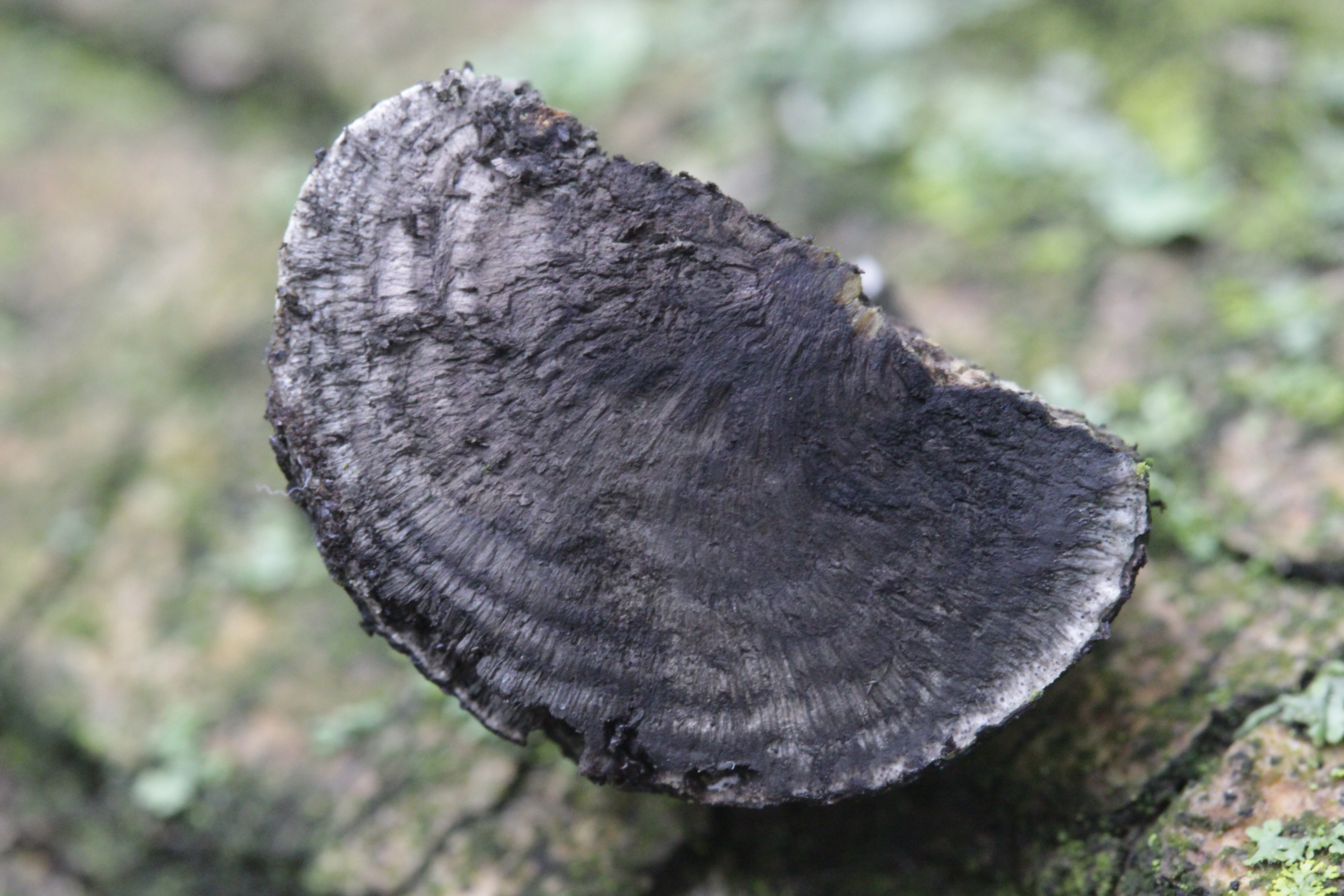
Warstwiak zwęglony (Daldinia concentrica)

Hypoxylaceae DC. – rodzina grzybów z rzędu próchnilcowców (Xylariales).

## Charakterystyka
Saprotrofy rozwijające się na martwych resztkach roślinnych, ale wiele gatunków to endofity. Podkładki (jeśli występują) są kuliste, poduszkowate, dyskowate, tarczowate, rozpłaszczone, występujące pojedynczo lub zlewające się, z szerokim lub wąskim mocowaniem do podłoża. Powierzchnia barwna lub czarna, oprószona lub błyszcząca, płaska lub z pęcherzykowatymi pagórkami; woskowata lub zwęglona. Wnętrze podkładki najczęściej czarne lub ciemnobrązowe, czasami wyraźnie warstwowane (Daldinia) lub wypełnione cieczą (Entonaema).
Owocniki typu perytecjum osadzone w podkładkach, kuliste, jajowate, rurkowate, niepozorne, z węglowym materiałem podkładki otaczającym pojedyncze perytecje lub bez niego. Ostiole niższe niż poziom powierzchni podkładki, na tym samym poziomie lub wyższe, z aparatem apikalnym lub bez. Worki 8-zarodnikowe, cylindryczne, ostrokątne, trwałe; z tarczowatym pierścieniem wierzchołkowym, amyloidalne, rzadko nieamyloidalne. Askospory brązowe, jednokomórkowe zarówno postacie dojrzałe, jak i niedojrzałe, elipsoidalne lub krótko wrzecionowate, nierównoboczne, lekko nierówne lub prawie równoboczne, z ostrymi, wąsko zaokrąglonymi lub szeroko zaokrąglonymi końcami. U większości gatunków występują pory rostkowe.
Konidiofory pojedyncze, rzadko tworzące koremium, szkliste lub barwne, gładkie lub szorstkie, proste lub z dominującą osią główną, która jest nierozgałęziona lub ma jedną lub więcej głównych gałęzi. Komórki konidiotwórcze cylindryczne, zwykle szkliste, w liczbie od jednej do kilku na każdym końcu konidioforu, z obszarami konidiogennymi na wierzchołku. Zazwyczaj są w różnym stopniu nabrzmiałe w wyniku kolejnej produkcji konidiów. Obszary konidiogenne z poroidalnymi lub, rzadko, ząbkowatymi, konidialnymi bliznami secesyjnymi. Konidia powstają sympodialnie. Mają kształt od jajowatego do elipsoidalnego, zazwyczaj są szkliste ze spłaszczoną podstawą wskazującą poprzedni punkt przyczepienia do komórek konidiogennych.

## Systematyka
Pozycja w klasyfikacji według Index Fungorum
Xylariales, Xylariomycetidae, Sordariomycetes, Pezizomycotina, Ascomycota, Fungi.
Uwagi
Taxon Hypoxylaceae w 1805 r. wprowadził do taksonomii Augustin Pyramus de Candolle z typem nomenklatorycznym Hypoxylon Bull. Takson ten był jednak rzadko używany przez innych taksonomistów, a rodzina Hypoxylaceae nie była akceptowana przez mykologów jako odrębna rodzina, ale ogólnie uważana za synonim rodziny Xylariaceae. Rolę odrębnej rodziny nadał jej dopiero zespół mykologów Lucile Wendt, Esteban Benjamin Sir, Eric Kuhnert, Simone Heitkämper, Christopher Lambert, Adriana I. Hladki, Andrea I. Romero, J. Jennifer Luangsa-ard, Prasert Srikitikulchai, Derek Peršoh & Marc Stadler, którzy w 2018 r. opublikowali pracę będąca wynikiem badań nowoczesnymi metodami biologii molekularnej i genetyki licznych gatunków w obrębie rzędu Xylariales.
Rodzaje
Według aktualizowanej klasyfikacji Index Fungorum bazującej na Dictionary of the Fungi do rodziny tej należy kilkadziesiąt rodzajów. W Polsce występują:
- Annulohypoxylon Y.M. Ju, J.D. Rogers & H.M. Hsieh 2005
- Daldinia Ces. & De Not. 1863 – warstwiak
- Hypoxylon Bull. 1791 – drewniak
- Jackrogersella L. Wendt, Kuhnert & M. Stadler 2017

Nazwy naukowe według Index Fungorum. Wykaz rodzajów i nazwy polskie według A. Chmiel.